# Liceo de Chile
El Liceo de Chile fue una institución de enseñanza privada chilena del siglo XIX.

## Historia
Con la venia del gobierno liberal del abogado y militar Francisco Antonio Pinto, en 1828 José Joaquín de Mora inició las gestiones para la apertura del Liceo de Chile, que abrió al público en 1829. Abarcó desde la enseñanza básica hasta la enseñanza universitaria y, en paralelo, sirvió como centro de formación militar.
Junto con el Colegio de Chile, fue de los primeros establecimientos educativos en enseñar Derecho constitucional. A pesar de su carácter privado, recibió de parte del gobierno mucho apoyo económico en forma de becas, bienes inmuebles y edificios para su uso. Su existencia fue muy corta, terminando por cerrar en 1831.